# IPhone 3G
iPhone 3G là dòng điện thoại thông minh được thiết kế và ra mắt bởi Apple Inc. Đây là chiếc điện thoại thông minh thế hệ thứ hai của iPhone, được kế thừa từ chiếc iPhone đời đầu (iPhone 2G). iPhone 3G được ra mắt vào ngày 9 tháng 6 năm 2008 tại WWDC 2008 ở Trung tâm Moscone, San Francisco, Hoa Kỳ.
Phiên bản iPhone 3G có linh kiện bên trong tương tự như phiên bản iPhone đời đầu, nhưng đi kèm một vài nâng cấp phần cứng, chẳng hạn như: hỗ trợ GPS, dữ liệu di động 3G và UMTS / HSDPA. Thiết bị này được chạy hệ điều hành iPhone OS 2.0 (bao gồm các tính năng như Push email và Dẫn đường chi tiết). Hệ điều hành mới này đã giới thiệu App Store - nền tảng phân phối ứng dụng bên thứ ba mới của Apple.

## Lịch sử
Ngày 11 tháng 7 năm 2008, Apple chính thức phân phối iPhone 3G ở 22 quốc gia với hai phiên bản bộ nhớ 8GB và 16GB. Phiên bản 16GB có hai màu đen hoặc trắng. Nó được bán với giá khuyến nghị là 199 USD cho phiên bản 16GB và 99 USD cho phiên bản 8GB.
Sau khi Apple ra mắt iPhone 3GS một năm sau đó, iPhone 3G vẫn được bán nhưng đã trở thành điện thoại giá rẻ của Apple, với mức giá giảm một nửa so với ban đầu. iPhone 3G giá 99 USD kèm theo bảo hành 2 năm lúc đó chỉ có màu đen và có bộ nhớ 8GB, đi kèm với cập nhật phần mềm iPhone OS 3.0. Ngày 07 tháng 6 năm 2010, iPhone 3G cuối cùng đã ngưng bán, và được thay thế bằng iPhone 3GS 8GB, với mức giá được bán là 99 USD kèm theo bảo hành 2 năm.
Vào năm 2008, Import Genius, nhà cung cấp thông tin kinh doanh cho ngành xuất nhập khẩu, đã sử dụng dữ liệu thông quan điện tử do Cơ quan Hải quan và Bảo vệ Biên giới Hoa Kỳ xuất bản theo Đạo luật Tự do Thông tin, để phát hiện sự xuất hiện của iPhone 3G trước đó, đến thông báo của Apple.

## Phần mềm
iPhone 3G đã được cài đặt sẵn phiên bản mới nhất của hệ điều hành iPhone OS và liên tục nhận các bản cập nhật phần mềm trong 2 năm. Tuy nhiên, dòng điện thoại được tiếp cận với tính năng trong các bản cập nhật phần mềm mới với tỷ lệ giảm dần của các tính năng mới do phần cứng của nó đã bị thay thế bằng phần cứng mới hơn trong những chiếc iPhone phiên bản sau.
Lúc ra mắt vào tháng 7 năm 2008, iPhone 3G đã cài đặt sẵn với hệ điều hành iPhone OS 2.0. Hệ điều hành này giới thiệu App Store, hỗ trợ Microsoft Exchange ActiveSync, dịch vụ MobileMe của Apple, và Push email cùng với các tính năng mới và sửa lỗi.
Vào tháng 6 năm 2009, người dùng iPhone 3G nhận được bản cập nhật hệ điều hành iPhone OS 3.0, trong đó giới thiệu tính năng đã được mong đợi là MMS, sao chép và dán, hỗ trợ màn hình ngang cho nhiều ứng dụng, âm thanh stereo Bluetooth, và các cải tiến khác.
Vào tháng 6 năm 2010, Apple ra mắt bản cập nhật hệ điều hành iOS 4.0, tuy nhiên iPhone 3G không hỗ trợ những tính năng nổi bật của iOS 4.0 như đa nhiệm, khả năng đặt hình nền cho màn hình chính, hay hỗ trợ bàn phím Bluetooth. Tuy nhiên nó cung cấp tính năng truy cập vào hộp thư thống nhất, thư mục ứng dụng ở màn hình chính để quản lí ứng dụng tốt hơn, tạo playlist, và các cải tiến khác. Bản cập nhật này bị chỉ trích rộng rãi vì hiệu năng kém trên iPhone 3G, cho đến tháng 9 năm 2010, iOS 4.1 ra mắt mới giải quyết vấn đề này. Tuy nhiên, không như nhiều thiết bị iOS khác, bản cập nhật này lại không cung cấp cho người sở hữu iPhone 3G truy cập vào các tính năng cần thiết, ví dụ như ứng dụng Game Center.
Năm 2008, Import Genius, nhà cung cấp thông tin kinh doanh cho ngành xuất nhập khẩu, đã sử dụng dữ liệu thông quan điện tử do Cục Hải quan và Bảo vệ Biên giới Hoa Kỳ xuất bản theo Đạo luật Tự do Thông tin, để phát hiện sự xuất hiện của iPhone 3G trước thông báo của Apple.

## Hệ điều hành
IPhone 3G được cài đặt sẵn phiên bản iOS mới nhất và tiếp tục nhận được các bản cập nhật cho phần mềm của nó trong hơn hai năm, với các nhiều lần lặp lại được phát hành hàng năm. Tuy nhiên, điện thoại có tỷ lệ các tính năng mới giảm dần sau mỗi bản cập nhật do phần cứng của nó bị thay thế bởi các mẫu sau này.
Khi ra mắt, iPhone 3G đã được cài đặt sẵn iPhone OS 2.0. Điều này đã giới thiệu App Store, hỗ trợ Microsoft Exchange ActiveSync, dịch vụ MobileMe của Apple và hỗ trợ email đẩy, cùng với các tính năng mới khác và các bản sửa lỗi.
Vào tháng 6 năm 2009, người dùng iPhone 3G đã nhận được bản cập nhật phần mềm iPhone OS 3.0. Bản cập nhật này đã giới thiệu tính năng MMS được chờ đợi từ lâu, nó có thêm công cụ sao chép và dán, hỗ trợ ngang cho nhiều ứng dụng hơn, Bluetooth hỗ trợ âm thanh nổi và các cải tiến khác.
Tháng 6 năm 2010, Apple phát hành bản cập nhật phần mềm iOS 4.0. Khác với các mẫu kế nhiệm, iPhone 3G không hỗ trợ các tính năng nổi bật của iOS 4.0 như đa nhiệm, khả năng đặt hình nền màn hình chính hay hỗ trợ bàn phím Bluetooth. Tuy nhiên, nó cung cấp quyền truy cập vào tính năng hộp thư hợp nhất, thư mục trên màn hình chính để sắp xếp ứng dụng tốt hơn, tạo danh sách phát và các cải tiến khác. Bản cập nhật này đã bị chỉ trích nhiều vì hiệu suất chậm trên iPhone 3G, mặc dù bản phát hành iOS 4.1 vào tháng 9 năm 2010 đã giải quyết vấn đề này. Tuy nhiên, không giống như các thiết bị iOS hiện đại hơn, bản cập nhật này lại không cung cấp cho chủ sở hữu iPhone 3G quyền truy cập vào các tính năng quan trọng, trong trường hợp này, Ứng dụng Game Center.
Vào ngày 22 tháng 11 năm 2010, iPhone 3G đã nhận được bản cập nhật phần mềm iOS 4.2 (như iOS 4.2.1), giới thiệu các tính năng như bỏ phiếu trên YouTube và sửa lỗi bảo mật. Tuy nhiên, iPhone 3G không thể sử dụng nhiều tính năng có trong bản cập nhật này, chẳng hạn như AirPlay và Tìm kiếm văn bản trên Safari. Đây là phiên bản iOS cuối cùng hỗ trợ kiểu iPhone này; iOS 4.3 trở lên không tương thích với mẫu iPhone này do các hạn chế về phần cứng và vấn đề về hiệu suất.
Hầu hết tất cả các ứng dụng được phát hành (sau khi phát hành iOS 6 vào cuối tháng 9 năm 2012) đều không chạy trên iPhone 3G, do bộ phát triển phần mềm (SDK) đã được thay đổi và không còn cho phép "nhắm mục tiêu" (tối thiểu) các phiên bản iOS cũ hơn 4.3 ( bao gồm 3.x và tối đa 4.2.1) hoặc thiết bị ARMv6 (hai thế hệ đầu).

## Phần cứng

### Thiết kế

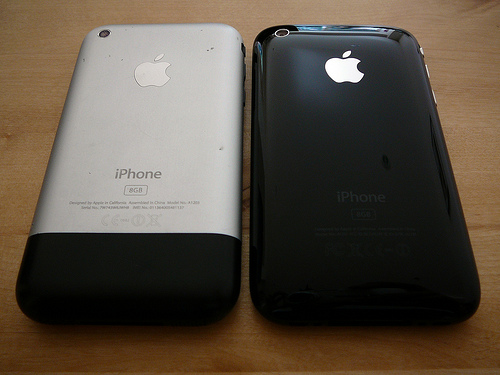
Mặt sau của iPhone đời đầu (trái) làm bằng nhôm và nhựa, và iPhone 3G (phải) làm hoàn toàn bằng nhựa cứng

Mặt sau của iPhone 3G có lớp vỏ bằng nhựa polycarbonate được thiết kế lại, thay thế cho mặt sau bằng nhôm của thế hệ đầu tiên. Các nút bấm đã được thay đổi từ nhựa sang kim loại và các cạnh của điện thoại được làm thon gọn, mang lại cảm giác cầm nắm tốt hơn. iPhone 3G đã giới thiệu các tùy chọn màu sắc chính thức đầu tiên cho lớp vỏ bên ngoài, với phiên bản 16GB có sẵn màu đen và trắng.
Kích thước của iPhone 3G lớn hơn một chút so với kích thước của iPhone ban đầu. Nó cao 116 milimét (4,6 in), rộng 62 milimét (2,4 in) và sâu 12 milimét (0,47 in), so với phiên bản tiền nhiệm của nó, là 110 milimét (4,3 in) cao 61 milimét (2,4 in) và sâu 12 milimét (0,47 in).
iPhone 3G có màn hình cảm ứng điện dung 3,5 in (89 mm) với độ phân giải 480×320 (HVGA) ở mật độ 163 ppi. Kính chống xước nằm trên màn hình. Cũng giống như iPhone nguyên bản, màn hình cảm ứng được thiết kế cho một ngón tay hoặc nhiều ngón tay để cảm ứng đa chạm. Thiết bị này có các cảm biến giống như người tiền nhiệm của nó. Cảm biến tiệm cận (tắt màn hình trong khi gọi khi để gần mặt) đã được thay đổi vị trí để tiết kiệm pin và tránh vô ý kích hoạt từ mặt và tai của người dùng. Một cảm biến ánh sáng đã được đưa vào để điều chỉnh độ sáng màn hình cho các điều kiện ánh sáng khác nhau, giúp tiết kiệm pin. Gia tốc kế 3 trục được bao gồm để nhận diện hướng của điện thoại và thay đổi màn hình cho phù hợp, cho phép người dùng dễ dàng chuyển đổi giữa chế độ dọc và ngang.

### Vi xử lý và bộ nhớ
Hầu hết phần cứng bên trong của iPhone 3G đều dựa trên iPhone gốc. Nó bao gồm một bộ xử lý Samsung 32-bit RISC ARM11 620 MHz (được ép xung xuống 412 MHz), một bộ xử lý đồ hoạ PowerVR MBX Lite 3D và 128 MB của gói trên gói (PoP) DRAM, như iPhone đời đầu.

### Camera sau
Ở mặt sau của thiết bị, iPhone 3G có cùng một máy ảnh 2.0 megapixel lấy nét cố định giống như iPhone đời trước. Máy ảnh này không có zoom quang học, đèn flash, tự động lấy nét hoặc quay video gốc, mặc dù đã có nhiều ứng dụng khác nhau để cho phép quay video trên thiết bị. Hệ điều hành của iPhone 3G hỗ trợ gắn thẻ địa lý cho các bức ảnh.

### Khả năng kết nối
Ngoài EDGE, iPhone 3G hỗ trợ dữ liệu GPS, 3G và ba băng tần UMTS/HSDPA. Những cải tiến này cho phép tải xuống dữ liệu nhanh hơn và dẫn đường chi tiết với bản đồ so với các thiết bị trước đó.
Giống như phiên bản trước của nó, iPhone 3G có đầu nối dock 30 chân độc quyền để sạc thiết bị. Nó cũng có thể được sử dụng để đồng bộ hóa thiết bị với máy tính và kết nối nhiều phụ kiện khác nhau.
iPhone 3G có giắc cắm tai nghe 3,5 mm gắn phẳng thay vì giắc cắm tai nghe lõm có trên iPhone ban đầu; do đó, nó có thể được sử dụng với bất kỳ tai nghe nào khác ngoài tai nghe do Apple cung cấp.

### Pin và thời gian sử dụng
IPhone 3G có pin với dung lượng là 1150 mAh, giống như phiên bản đời trước, người dùng không thể thay thế được. Apple tuyên bố rằng pin của iPhone 3G có khả năng cung cấp tới sáu giờ duyệt web qua Wi-Fi, năm giờ qua 3G hoặc 25 giờ nghe nhạc. Ngoài ra, nó được cho là cung cấp thời gian sáng màn hình lên tới 300 giờ.

## Thu nhận

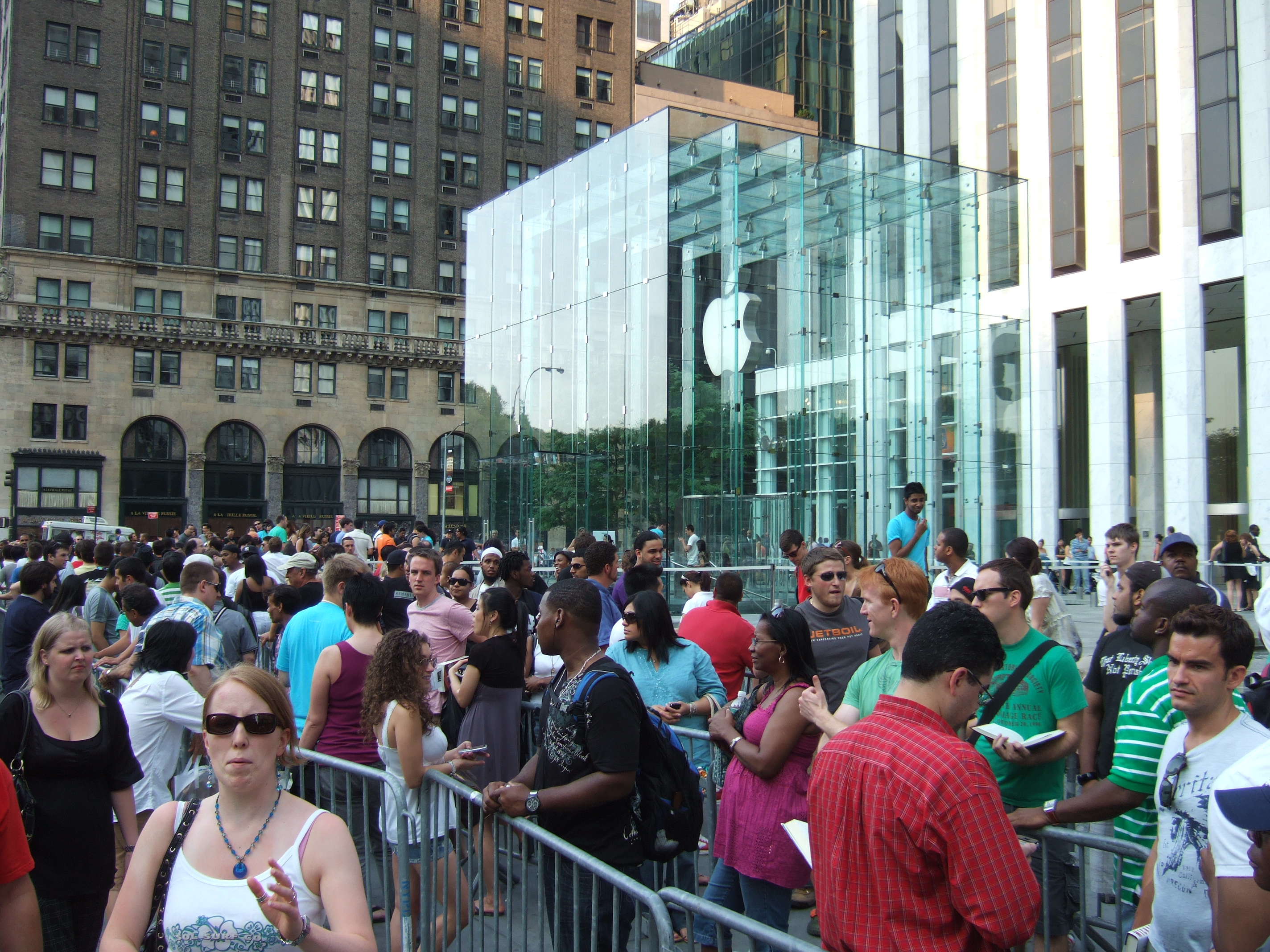
Dòng người chờ iPhone 3G bên ngoài cửa hàng Apple Store ở thành phố New York, 2008

Walt Mossberg của The Wall Street Journal đã mô tả thiết bị này là "một phiên bản có nhiều khả năng hơn của một thiết bị vốn đã xuất sắc." Tuy nhiên, ông nói rằng nó có "những chi phí ẩn."

### Vấn đề

#### Hao pin
iOS 4, vẫn tương thích với iPhone 3G, được phát hành vào ngày 21 tháng 6 năm 2010. Một bài báo trong chuyên mục "Digits" của tờ Wall Street Journal vào ngày 28 tháng 7 năm 2010 đã báo cáo rằng điện thoại iPhone 3G cập nhật lên iOS 4 phản hồi chậm, tuổi thọ pin giảm và bị quá nhiệt sau một thời gian sử dụng.